# Витоша
Вижте пояснителната страница за други значения на Витоша.
Витоша е планина в Западна България. Най-високата ѝ точка е Черни връх (2290 m). Така тя се нарежда на четвърто място по височина в България след Рила, Пирин и Стара планина.

## Географско положение, граници, големина
Витоша се намира между Стара планина и Рило-Родопския масив и е част от Средногорието. Тя е единствената куполообразна планина в България и основното и било се откроява добре от останалите планински масиви. То върви по върховете Черни връх, Резньовете, Скопарник и Острица, в посока северозапад-югоизток.
Планината е част от Завалско-Планската планинска редица на Средногорието, като границите ѝ са следните:
- на север и североизток – Софийската котловина
- на запад – Пернишката котловина
- на юг – северозападната част (Палакария) на Самоковската котловина
- на северозапад – Владайската седловина (860 m) я свързва планината Люлин
- на изток – седловината Ярема (1290 m) я свързва с планината Плана, а Панчаревският пролом на река Искър я отделя от Лозенска планина (част от Ихтиманска Средна гора)
- на югозапад – седловината Бука преслап я свързва с планината Верила

Формата на Витоша е почти кръгла с диаметър 20 – 25 km с площ от 278 km2 и средна надморска височина от 1500 m. Най-високата ѝ точка е връх Черни връх (2290 m). По една или друга причина тази височина е станала популярна в географската литература и географските карти на България, като истинската кота на триангулачната точка на върха по всички едро- и дребномащабни топографски карти е 2280,5 m.

### Върхове
| Име                    | Кота (m) |
| ---------------------- | -------- |
| Черни връх             | 2290     |
| Голям Резен            | 2277     |
| Скопарник              | 2226     |
| Карачаир               | 2208     |
| Купена                 | 2196     |
| Малък Резен            | 2182     |
| Ярловски купен         | 2173     |
| Голям Котор (Сиврикая) | 2113     |
| Самара                 | 2108     |
| Лъвчето                | 2052     |
| Селимица               | 2041     |
| Сива грамада           | 2003     |
| Голям Купен            | 1930     |
| Ушите                  | 1906     |
| Черната скала          | 1869     |
| Камен дел              | 1862     |

## Геоложки строеж и геоморфоложки особености
По отношение на скалната основа и нагъването на земната кора Витоша заедно с околните територии е част от Вискярско-Витошкия синклинорий или Софийския синклинорий. Вследствие на това на територията ѝ могат да се проследят множество процеси с разломен характер. Основните зони, в които протичат тези процеси, са Боснешкият разлом, Железнишката зона на срязване и други.
Витоша е изградена от мощен монцонитов (сиенитов) плутон в ядрото на планината, вместен сред горнокредни вулканити – андезити, андезитови брекчи, туфи, туфити, върху които на места по северната периферия лежат терциерни конгломерати и пясъчници. В северното ѝ подножие са отложени плиоценски езерни утайки, припокрити от алувиално-пролувиални наслаги с кватернерна възраст. Самата планина се образува през неогена и кватернера в резултат на тектонско издигане по по-горе цитираните разломи и разседи, разположени по периферията ѝ. По някои от тези все още активни разседи бликат минерални извори – Панчарево, Железница, Рударци и Княжево. Карстовите извори има в южната ѝ част, като най-известен е Живата вода в местността „Врелото“, над Боснек.
Формата на планината е куполовидна и за нея не са характерни дълбоки релефни образувания като долини и пр. Това се дължи на факта, че Витоша е сравнително млада планина. За по-лесно описание планината се разделя на четири основни части, като линиите на деление и на четирите започват от Черни връх и свършват в подножието на планината.
През кватернера билните части на планината попадат в пояса на периглациалния климат и тогава се образуват характерните за нея каменните реки (често неправилно наричани морени поради визуалното си сходство с тях), снежници, каменни сипеи и свлачища. Каменните реки представляват големи струпвания на заоблени скални блокове, получили са се вследствие на течащата вода и изветряването, които постепенно са загладили техните ръбове. Те представляват основна туристическа дестинация в планината.
Интересен не само за туристите, но и за науката е Боснешкият карстов район. Това е най-голямата територия с карстови форми във Витоша. Площта му е около 30 km2 и почти целият е включен в парк Витоша.

## Климат и води
Климатът на Витоша над 1800 м.н.в е типично планински, с голяма валежна сума 1250 mm. В най-ниските ѝ части годишното количество на валежите достига 700 mm, а в по-високите тази стойност надминава 1000 mm. На Черни връх валежите са 1050 mm. Твърдите валежи от сняг и град представляват над 50% от общото количество на годишните валежи. Средната януарска температура за планината е -4 °С, а на Черни връх е -8 °С. Летните температури също не са особено високи. Средната юлска температура е 13 °С, а на Черни връх 8 °С. Абсолютната максимална температура на Черни връх е +24 °С, а абсолютната минимална е -27,4 °С. Основни за планината са югозападните ветрове. Често ветровете в по-високите части достигат голяма скорост и вследствие тяхното действие остават обширни ветровали. По билото на Витоша средната годишна скорост на вятъра е над 10 m/s. Общото време на слънчевото греене е сравнително малко, като за средните части на планината то е 2400 h, а за Черни връх то е по-малко от 2000 h.
Във Витоша има голям брой малки водни източници, но единствената голяма река, която извира от планината, е Струма. Тя тече на юг, като преминава през България и Гърция, и се влива в Бяло море.
Останалите реки във Витоша са: Рударщица, Палакария, Вълчи дол, Железнишка (Селска), Бистришка (Стара), Янчовска, Раковец, Шумако, Симеоновска, Скакавица, Боянска и Владайска, с притоците си Дамянова, Бистрата и Пладнешка.
На територията на Витоша има и 6 подземни реки, в галериите на пещера Духлата, край село Боснек.

## Почви
Голямото разнообразие на географски условия и големите разлики в надморската височина на различни части от Витоша са предпоставка за голямо почвено разнообразие. Почвообразуването протича основно над продуктите от изветрянето на скали с киселинен характер. В образуването на почвите участва и специфичната витошка флора. Най-големи участъци обхващат кафявите горски, планинско-ливадните, торфените и торфенисто-блатни почви. Срещат се също и канелени горски почви, които са често излужени.

## Флора
Горите заемат над 50% от цялата територия на планината, пасищата – 25%, а останалите площи са заети от скални масиви, каменни сипеи и площи, които поради релефни особености не могат да бъдат залесени.
На територията на Витоша са установени около 1500 вида висши растения, което е близо 50% от всички описани в България. Сред тях има 24 български и балкански ендемита и 52 вида включени в Червената книга на България.
Растителният свят в парк Витоша е резултат от климатични промени, както и от човешкото влияние. В близост до планината се е намирало селище от преди повече от 2 хилядолетия. Това е повлияло в голяма степен на растителните видове, които растат в парка. Например през 20 век поради безконтролната сеч на дървен материал силно са пострадали вековните букови и дъбови гори, които са обхващали подножието и ниските части на планината. По същото време са обезлесени и най-високите части на Витоша, за да бъдат открити свободни пасища.
От няколко години се забелязва ново естествено възобновяване на гората. Пример в това отношение е местността около връх Венеца (източно от връх Белчова скала), сред която растат млади 4 – 5 годишни дръвчета от бял бор (към пролетта на 2007 г.), залесили се от близката изкуствено засадена стара борова гора. По просторния и дълъг южен склон между връх Ярловски купен и р. Палакария също естествено са се залесили млади иглолистни дръвчета, стигащи до около 1800 m надморско равнище. Подобно е положението и на други места из планината. В ниския и средния пояс се среща брекината, което се смята за критерий, че това е автентична старорасла гора.

### Алпийски пояс
Въпреки голямата надморска височина на планината, във Витоша липсва реален алпийски растителен пояс. Това донякъде се дължи на откриването на площи и създаването на обширни пасища, при което е заличена характерната растителност. В най-високите части съществуват съобщества, изградени от растения, характерни за алпийския растителен пояс, но те са само отделни групи и не образуват цяла система. Основен представител на растенията, характерни за този пояс, е планинската гъжва. Във Витоша това растение се среща и в по-ниските части на планината, въпреки че там не е толкова разпространено.

### Субалпийски пояс
Субалпийският растителен пояс е сравнително обширен и добре обособен. За него са характерни храстовата растителност и отделните иглолистни дървета, както и отделни площи, покрити с тревна растителност. В най-горните части на този пояс се срещат клек и обикновен смърч, като смърчът е представен само от отделни дървета. Клекът не заема толкова обширни територии, колкото е заемал в миналото, но все пак е едно от характерните за по-високите части растение. Най-разпространен е в районите над хижа Алеко и в резерват Бистришко бранище.
На местата, където в миналото е растял клек, вторично са се образували групи от сибирска хвойна. Освен това в субалпийския пояс се срещат храстовите видове черна боровинка, връшняк, синя боровинка. На отделни места може да се види и мечо грозде. В субалпийския, както и в алпийския растителен пояс, тревните видове са представени най-вече от власатка, полевица и др.

### Иглолистен пояс
Най-обширен за планината и заемащ най-голяма територия от природния парк е иглолистният растителен пояс. В по-високите му части горите са изградени от смърч и с понижаване на надморската височина започват да се смесват с бял бор, бяла мура, ела и други, а в най-ниските райони – с бук и бреза. Границата със субалпийския пояс се намира по-ниско от обичайната надморска височина. Това се дължи на изкуственото увеличаване на пасищните територии. На малко места могат да се наблюдават по-големи групи от бял бор или малки гори от този вид. Могат да се наблюдават и групи от бяла мура, но разпространението на този вид е сравнително ограничено. Бялата мура е реликтен вид и балкански ендемит, поради което се правят много опити да бъде разширен ареала ѝ. Растителните видове в тази част на парка се допълват от храстите къпина, малина и синя боровинка. Тревната растителност не е силно развита, но се срещат ендемичните видове средна пирола и българска горчивка.

### Среднопланински пояс
В най-горните части на този пояс преобладават смесени гори от смърч, бял бор, бук и дъб. В пояса освен това се срещат и габър, бреза, трепетлика, явор, ясен, липа и други. Най-разпространени са буковите гори, които на места се заемат височина от над 500 m. Тези гори са едни от най-запазените и неповлияни от човешка намеса. Буковите дървета имат сравнително висока средна възраст, а на места са останали вековни букови гори, покриващи големи територии.
По поречията на реките и по местата, разположени в непосредствена близост до водни басейни, се срещат групи и отделни дървета от планинска върба и елша. Най-ниските части на пояса са покрити от бреза и леска, както и от множество храсти. Това е така, защото голяма част от тези територии са били превърнати в сечища и са унищожени характерните горски растения.

### Нископланински пояс
Този пояс обхваща териториите между 1000 и 1400 m н.в. Основни представители на растителния свят в пояса са дъбовете и буковете, но в отделни части се срещат и групи от някои иглолистни дървесни видове, характерни за по-голяма надморска височина. На места обширните дъбови гори са примесени с дървета от явор, трепетлика, клен и др.
В някои райони се наблюдава постепенна естествена замяна на бук с габър, като първият вид постепенно бива изместен от втория. В тези по-ниски части на планината започва да се наблюдава голямо разнообразие на цъфтящи тревисти растения.

## Фауна

### Гръбначни животни

#### Бозайници
Едрите бозайници са малко. Това се дължи предимно на незаконния лов. Вследствие на това от тези животни са останали едва няколко вида – благороден елен, сърна, дива свиня, кафява мечка и вълк като и техния брой не е особено голям. Освен тези видове се срещат още водни земеровки, белокоремна белозъбка, обикновен заек, обикновен сънливец, лисица, видра и други. Среща се също и дива котка, но броят на представителите на този вид е изключително малък.
Правени са опити да бъдат внесени няколко вида чуждестранни вида бозайници, но от тях не са останали представители в парка. От особена важност са установените 11 вида прилепи, което е много голям брой за такава малка територия. Най-голямо е разнообразието на прилепи в Боснешкия карстов район. Всички видове прилепи са защитени от Закона за защита на природата, но въпреки това техният брой е намалял през последните години. Това се дължи на развитието на туризма и превръщането на пещерите, които са естественият дом за прилепите, в туристически обекти.

#### Птици
Установени са 236 вида птици, от които 120 гнездят на територията на Витоша. Най-разпространена е сокерицата, която се среща най-вече из смърчовите гори. Там се срещат още жълтоглавото кралче, кръсточовката, боров синигер и други. От особено значение са видовете голям ястреб и малък ястреб, черен кълвач, пъстър кълвач, които са редки видове.
Други птици, които могат да бъдат наблюдавани, са керкенез, белоопашат мишелов, голям ястреб и др. В най-високите части се срещат балканска чучулига, водна бъбрица, пъстър скален дрозд, сиво каменарче, домашна червеноопашка, белогуш дрозд и други. В по-ниските части, в широколистния и смесения пояс се среща лещарка.
От нощните птици се срещат горска улулица, горска ушата сова, домашна кукумявка, пернатонога кукумявка. От по-големите дневни – грабливи птици като скален орел, малък креслив орел, орел змияр, осояд и др. Те са много рядко срещани през гнездовия сезон, и то предимно в южните и югозападни дялове на планината.

#### Риби
Рибите не са много разпространени. Това се дължи на малкото количество водни басейни и на техния характер, който е предимно от тип планински поток. Най-разпространеният вид е речната пъстърва, за която бързите студени речни течения са характерно местообитание. В миналото са правени опити витошките водоеми да бъдат зарибени с вида балканска пъстърва, но този вид риба почти не се среща.

### Безгръбначни животни
Огромен е броят на безгръбначните животни. Витоша е обявена за територия от особено голямо значение по отношение опазването на бъзгръбначните животински видове. Голям е броят и на ендемичните и реликтни видове – близо 150 балкански и български ендемити и 85 реликтни вида. Срещат се около 300 вида безгръбначни, присъстващи в списъците на редките животни. Витоша е на второ място по разнообразие на подземните ендемични видове. Локални ендемити са три вида пещерни ракообразни и тук е единственото място, от където могат да бъдат извлечени сведения за тях. Почти всички пещерни безгръбначни са поставени под закрилата на закона за защита на природата, поради тяхната неприспособимост при промяна на местообитанието.
Най-разпространени от насекомите са видовете Голям дъбов сечко, Буков сечко и други. През последните години драстично е намалял броят на пеперудата аполона и учените предполагат, ча ако не бъдат взети мерки за нейното опазване в близките години, тя напълно ще изчезне.

## Туризъм на Витоша
Витоша се намира в непосредствена близост до София и Перник, и вследствие на това планината се е променила повече, отколкото другите български планини. На територията на планината се намира Природен парк Витоша, най-старият на Балканския полуостров. Тя е любимо място за туризъм на софиянци и перничани.
- Изходни пунктове. Най-популярните туристически маршрути за високите части на Витоша започват от северните околности на планината при софийските квартали Драгалевци, Симеоново, Бояна и Княжево и селата Бистрица, Железница и Владая. До тях водят асфалтови пътища, имат връзка и с редовни пътнически автобусни линии от София.
- Хижи. Във Витоша има повече от 40 хижи и малки хотели и над 10 заслона. По-големите са: хижа Алеко (наречена така по прякора на Алеко Константинов – Щастливеца), намира се в местността Алеко под Черни връх; хижа Купена (Академика) при връх Голям Купен; хижа Камен дел на северозапад от връх Камен дел; хижа Бор – на север от връх Черната скала; хижа Селимица на запад от връх Селимица; заслон Кикиш в едноименната местност; заслон Синята стрела над Железница и други.
- Туристически маршрути. Най-известните туристически маршрути са от Драгалевци за хижа Алеко и Черни връх (маркирана с червена боя); от Симеоново за хижа Алеко (маркирана с жълта боя); от Железница за хижа Купена и Черни връх (маркирана със синя боя); от Бистрица за хижа Алеко – 2 пътеки (маркирани със зелена боя); от Княжево за Златните мостове (маркирана с жълта боя); от Владая за Златните мостове (маркирана със синя боя) и от Черни връх до Букапреслапски проход (маркирана с червена боя).

В планината има добри условия за зимни спортове – ски/сноуборд, шейни и други, като сред най-известните писти са Стената, Синя писта, Зелена писта, Витошко Лале 1 и 2, Ветровала и „Конярника“.
През 2011 г. трасетата на пистите са 45 ха. Има четиринадесет лифта, а дължината на пистите е единадесет километра.  През 2012 пистите Стената, Синя писта, Зелена писта, Витошко Лале 1 и 2са затворени.
В полите на Витоша се намира Боянската църква, която е един от културните символи на България и културен паметник в Списъка на световното културно и природно наследство на ЮНЕСКО. На територията на парка се намира също и Драгалевският манастир, който има голямо историческо значение.
Транспортът от София се осъществява с автобуси, маршрутни таксита, кабинков лифт Симеоново-Алеко и седалков лифт Драгалевци.
Планината е сред Стоте национални туристически обекта със своя първенец – Черни връх.

## Природен парк „Витоша“
Природен парк „Витоша“ е първият парк на Балканския полуостров и е създаден през 1934 г. Заедно със самия парк са създадени и двата резервата в парка – „Бистришко бранище“ и „Торфено бранище“. „Бистришко бранище“ по-късно получава статут на биосферен резерват и е един от 16-те резервата от мрежата на биосферните резервати в България.
Размерите и границите на парка са се променяли многократно след неговото създаване и територията му е около 27 079 хектара. От тази площ близо 24 000 хектара са заети от горския фонд на Витоша.
В парка се намира и Боянският водопад, който е най-високият на територията на планината, както и водопада Самоковището на река Бистрица, обявен за природна забележителност. В южната част на парка до с. Боснек се намира природната забележителност „Духлата“, опазваща едноименната пещера, втора по дължина в България.

## Проблеми
След разразилия се смерч на 22 май 2001 г. в резервата „Бистришко бранище“ е повалена около 60 хектара смърчова гора, а впоследствие от повалената дървесина пламва епидемия от паразита Ips Typographus. Той се храни с кората на дърветата, поради което представлява реална опасност за горите в парка. Първоначално паразитът се среща само в резервата, но след това се разпространява и извън територията му. Към месец май 2005 г. вследствие повалянето на дървета от бури, както и заради разпространението на паразита са обезлесени територии с площ от около 120 декара.

## Селища
В северното и североизточното подножие на планината, на границата със Софийската котловина е разположена столицата на България София със своите най-красиви квартали – Княжево, Бояна, Драгалевци, Симеоново и вилна зона Бункера.
По склоновете на планината са разположени още 11 села: Бистрица, Железница, Панчарево и Кокаляне на изток; Владая, Мърчаево, Рударци и Кладница на запад; Боснек и Ярлово на юг и Чуйпетлово във вътрешността на планината.

## Транспорт
По северозападното, северното и източното подножие на планината преминават участъци от 5 пътя от Държавната пътна мрежа и 2 общински пътя:
- По северозападното (Владайската седловина) и северното ѝ подножие, на протежение от 25,2 km преминават участъците от първокласните пътища (в този си участък двата пътя се припокриват) № 1 Видин – София – ГКПП „Кулата“ и № 6 ГКПП „Гюешево“ – София – Карлово – Бургас.
- По източното ѝ подножие, през част от Панчаревския пролом, на протежение от 6,5 km – участък от второкласен път № 82 Костенец – Самоков – София
- По източните ѝ склонове, през седловината Ярема, на протежение от 27,6 km – участък от третокласен път № 181 София – Железница – Ковачевци

- По западните ѝ склонове, на протежение от 4,7 km – участък от третокласен път № 1003 село Драгичево – хижа „Селимица“
- Общински път София (кв. Драгалевци) – хижа „Алеко“
- Общински път София (кв. Бояна) – м. Златните мостове – хижа „Кумата“

## Други
На планината е наречен булевард „Витоша“ в центъра на София (Карта) и улица „Витоша“ в квартал „Горубляне“ (Карта).

## Топографска карта
- Лист от карта K-34-59. Мащаб: 1 : 100 000.